# Augusta Emma d'Este
Augusta Emma d'Este, senere lady Truro (født 11. august 1801, død 21. maj 1866), var datter af prins August Frederik, hertug af Sussex og dermed barnebarn af Georg 3. af Storbritannien. Hun var datterdatter af John Murray, 4. jarl af Dunmore, der var britisk guvernør i provinsen New York fra 1770 til 1771 og kolonien Virginia fra 25. september 1771 til nytårsaften 1776. Hun blev i 1845 gift med Thomas Wilde, 1. Baron Truro; ægteskabet var barnløst.
Forældrene til lady Truro og hendes bror, August d'Este, var gift uden tilladelse fra kongen, og ægteskabet blev af den årsag annulleret, hvorfor de to søskende ikke var adelige. Lady Truro havde et tæt forhold til byen Ramsgate, hvor hun ejede en betydelig mængde ejendomme, primært i forbindelse med hendes landsted, Mount Albion House. 
I sine sidste år led hun alvorligt af astma og tilbragte af helbredsmæssige årsager en del tid på kontinentet. Hun døde pludseligt om foråret 1866 og efterlod ved sin død ejendomme til en værdi af £70.000, hvoraf omkring £40.000 blev testamenteret til velgørenhed.